# Francisco Rodríguez Marín

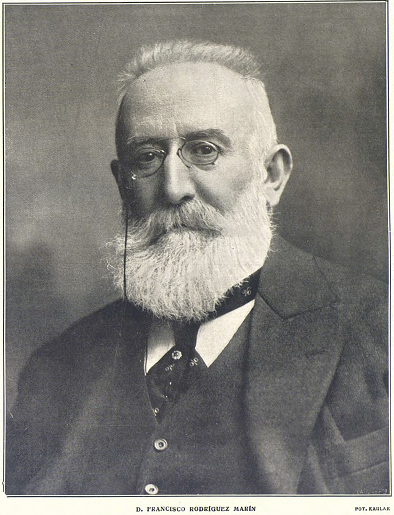
Francisco Rodríguez Marín 1917.

Francisco Rodríguez Marín, född den 27 januari 1855 i Osuna, död den 9 juli 1943, var en spansk skald, folklorist och litteraturhistoriker.
Rodríguez Marín skrev under pseudonymen El bachiller de Osuna. Efter Marcelino Menéndez y Pelayo blev han chef för Nationalbiblioteket i Madrid. Han ansågs som den främste kännaren av andalusisk folklore och publicerade ett stort antal litteraturkritiska arbeten över Cervantes, Baltaser del Alcázar, Pedro Espinosa med flera.